# Pinecrest
 Pinecrest  est un village des États-Unis situé en Floride, dans le comté de Miami-Dade, en banlieue sud-ouest de Miami. Le village de Pinecrest a été incorporé en 1996. Selon le Bureau du recensement des États-Unis, Pinecrest avait une population de 19 432 habitants en 2006.

## Géographie
Le village de Pinecrest est située dans l'agglomération de Miami, juste au nord de la ville de Miami. D'après les statistiques du bureau du recensement du pays, la superficie totale du village était de 19,6 km2.

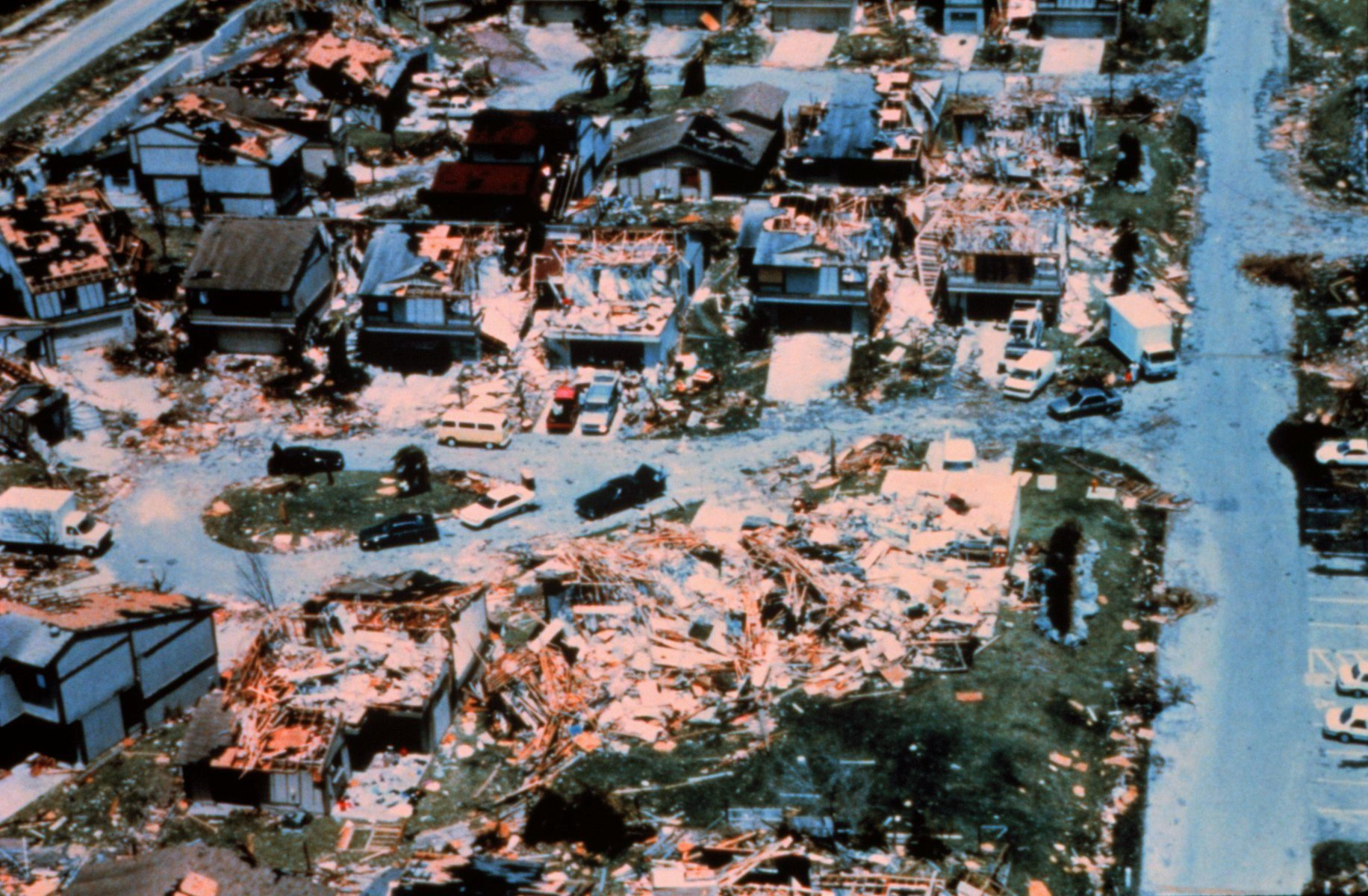
Dommages causés par l'ouragan Andrew en 1992 dans la région

## Démographie
| 2000   | 2010   | - | - | - | - |
| ------ | ------ | - | - | - | - |
| 19 055 | 18 223 | - | - | - | - |

## Source
- (en) Cet article est partiellement ou en totalité issu de l’article de Wikipédia en anglais intitulé « Pinecrest, Florida » (voir la liste des auteurs).